# Ceratoleon brevicornis
Ceratoleon brevicornis är en insektsart som beskrevs av Peter Esben-Petersen 1917. 
Ceratoleon brevicornis ingår i släktet Ceratoleon och familjen myrlejonsländor. Inga underarter finns listade i Catalogue of Life.